# Saint George Basseterre
Saint George Basseterre is een van de veertien parishes van Saint Kitts en Nevis. Het ligt op het hoofdeiland Saint Kitts en de hoofdstad is Basseterre, dat tevens landshoofdstad is. Basseterre ligt in het uiterste noorden van de parish. De landengte en het zuidelijk schiereiland heeft zich ontwikkeld tot toeristisch gebied.

## Overzicht
In het zuiden van Basseterre bevindt zich Port Zante dat wordt gebruikt door cruiseschepen. De veerbootterminal is ook in Basseterre, en biedt reguliere veerdiensten aan tussen het eiland Saint Kitts en het eiland Nevis. Er zijn tevens charterboten naar Sint Maarten, Saba en Sint Eustatius. De Basseterre Cargo Port is de belangrijkste haven voor vrachtvervoer.
Ten zuiden van de hoofdstad ligt Frigate Bay, een van de belangrijkste toeristische oorden van Saint Kitts en Nevis. De baai bestaat uit twee gedeeltes die door een landengte zijn gescheiden: North Frigate Bay aan de Atlantische kust en South Frigate Bay aan de Caraïbische Zee. Het noordelijk gedeelte heeft een mooi witzandstrand en hotelcomplexen. Het zuidelijk gedeelte heeft The Strip, een verzameling restaurants en bars aan het strand, en is een centrum van het nachtleven.
Friar's Bay grenst aan Frigate Bay, en is ook in een noordelijk en zuidelijke gedeelte verdeeld. North Friar's Bay ziet er aanlokkelijk en verlaten uit, maar heeft gevaarlijk water, en zwemmen is verboden. South Friar's Bay aan de Caraïbische Zee is een populair strand bij de lokale bevolking.

## Zuidoostelijk Schiereiland
Ten zuiden van de landengte ligt het Zuidoostelijk Schiereiland, een schiereiland rondom de Great Salt Pond. Het schiereiland is het resultaat van een dode vulkaan waarvan de 319 meter hoge Saint Anthonys Peak het overblijfsel vormt. Door de Fransen was een pad aangelegd naar het zoutmeer, maar het schiereiland bleef onbewoond met uitzondering van marrons, weggelopen slaven. In het begin van de 20e eeuw werd het gebied voornamelijk gebruikt voor zoutwinning. Er waren een paar boerderijen, en het schiereiland werd ook gebruikt door smokkelaars en voor de illegale productie van rum. In 1986 werd begonnen met de aanleg van een hoofdweg van Basseterre naar het schiereiland, en werd in 1989 geopend als de Kennedy Simmonds Highway. Het schiereiland heeft zich ontwikkeld als een toeristische zone met hotels en stranden.

## Galerij

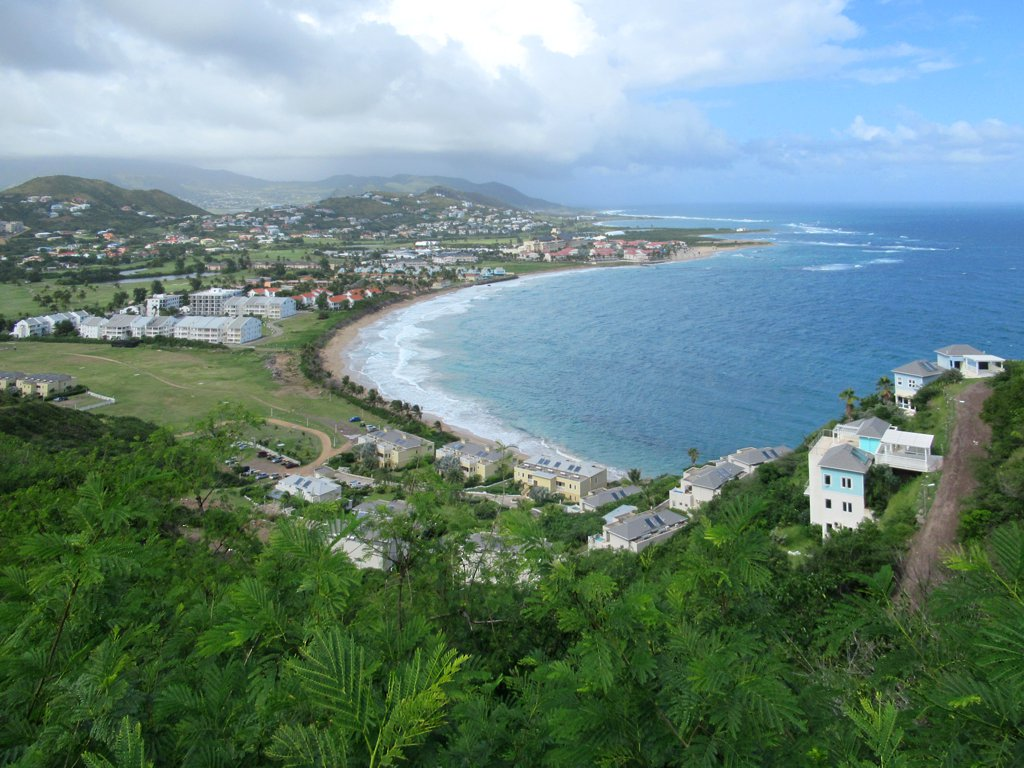
North Frigate Bay
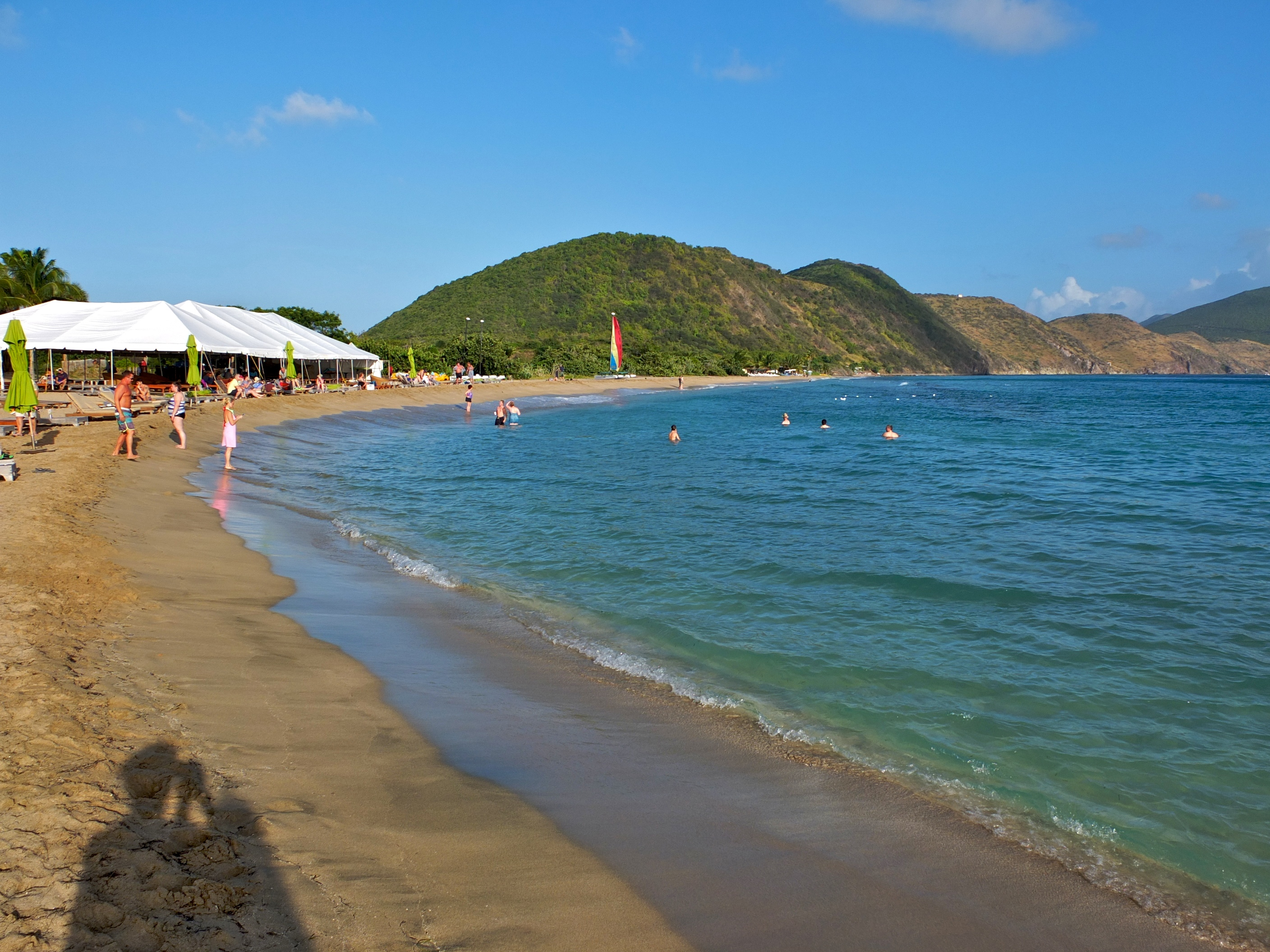
South Friar's Beach
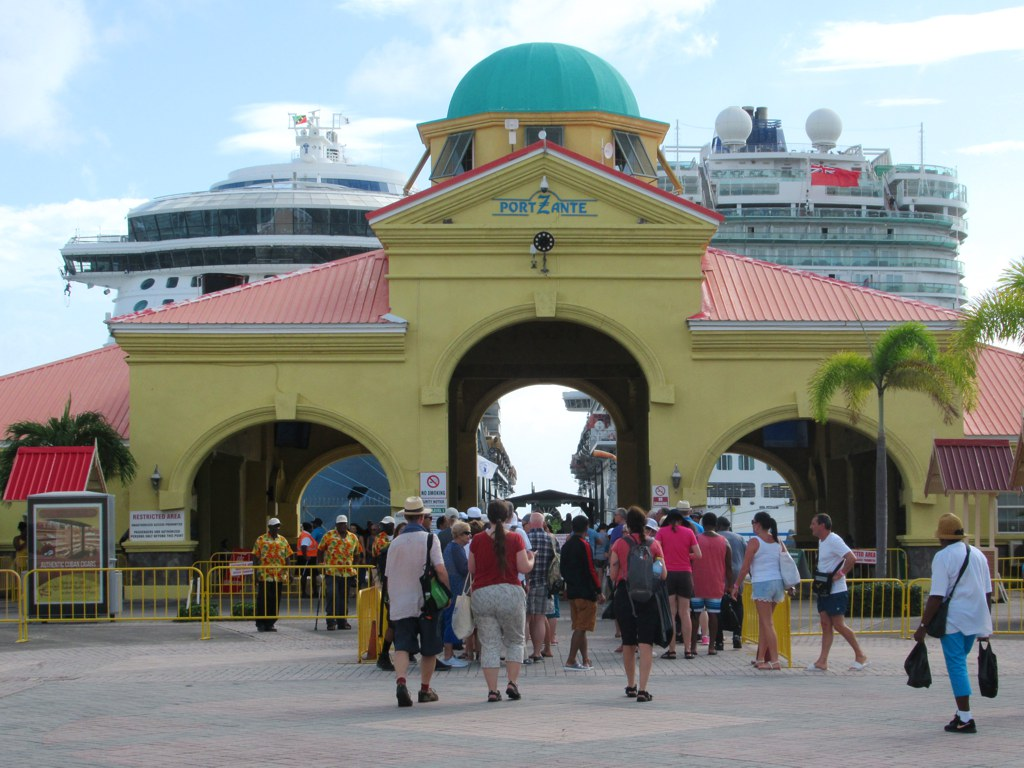
Port Zante, de cruiseschiphaven
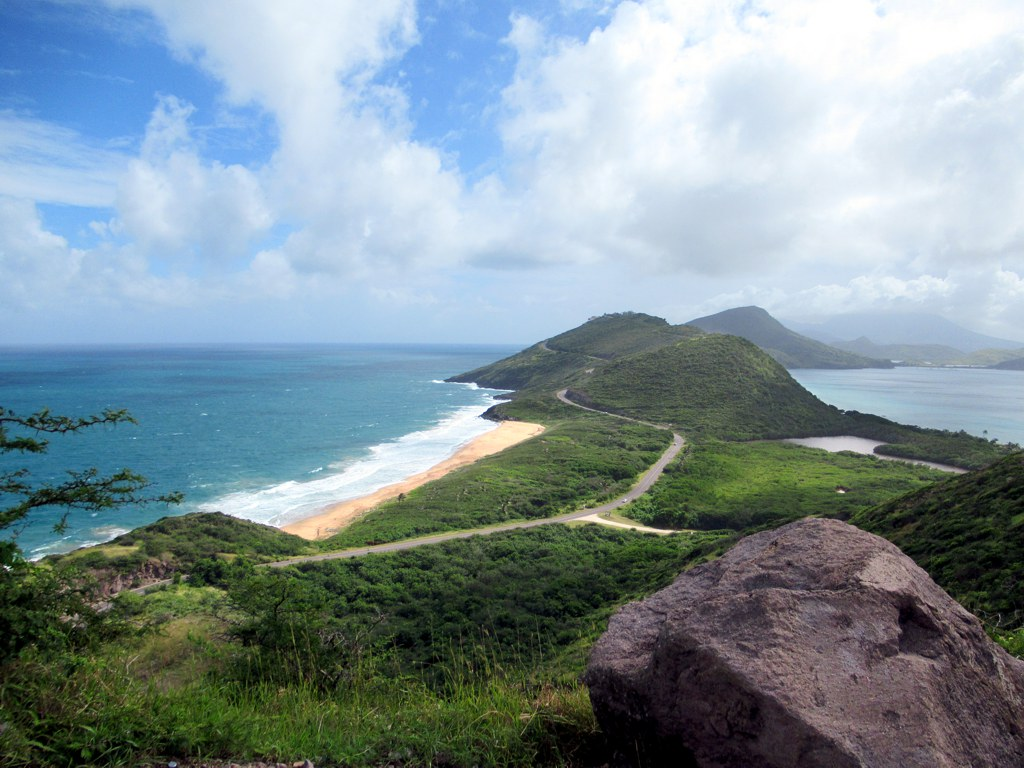
Landengte met het Zuidoostelijk Schiereiland. North Friar's Beach ligt links.

Saint Kitts: Christ Church Nichola Town · Saint Anne Sandy Point · Saint George Basseterre · Saint John Capisterre · Saint Mary Cayon · Saint Paul Capisterre · Saint Peter Basseterre · Saint Thomas Middle Island · Trinity Palmetto Point

Nevis: Saint George Gingerland · Saint James Windward · Saint John Figtree · Saint Paul Charlestown · Saint Thomas Lowland